# Servio Sulpicio Camerino Cornuto (cónsul 500 a. C.)
Servio Sulpicio Camerino  fue un político y militar romano del siglo V a. C. perteneciente a la gens Sulpicia. Algunas fuentes le añaden el cognomen Cornuto.

## Familia
Sulpicio fue miembro de los Sulpicios Camerinos, una familia patricia de la gens Sulpicia. Fue hermano de Quinto Sulpicio Camerino Cornuto.

## Carrera pública
Alcanzó el consulado en el año 500 a. C., en el que frustró una conspiración para reponer el trono de Tarquinio el Soberbio. Sin embargo, Tito Livio dice que nada memorable ocurrió ese año.
Murió en el año 463 a. C.